# Schaubühne am Lehniner Platz
La Schaubühne am Lehniner Platz, plus communément appelée Schaubühne [ˈʃaʊ̯ˌbyːnə], est un théâtre et une salle de spectacle de Berlin en Allemagne, située dans la partie occidentale de la ville. Le nom de la place évoque l'abbaye de Lehnin, située sur la commune de Kloster Lehnin dans le Land de Brandebourg.

## Historique

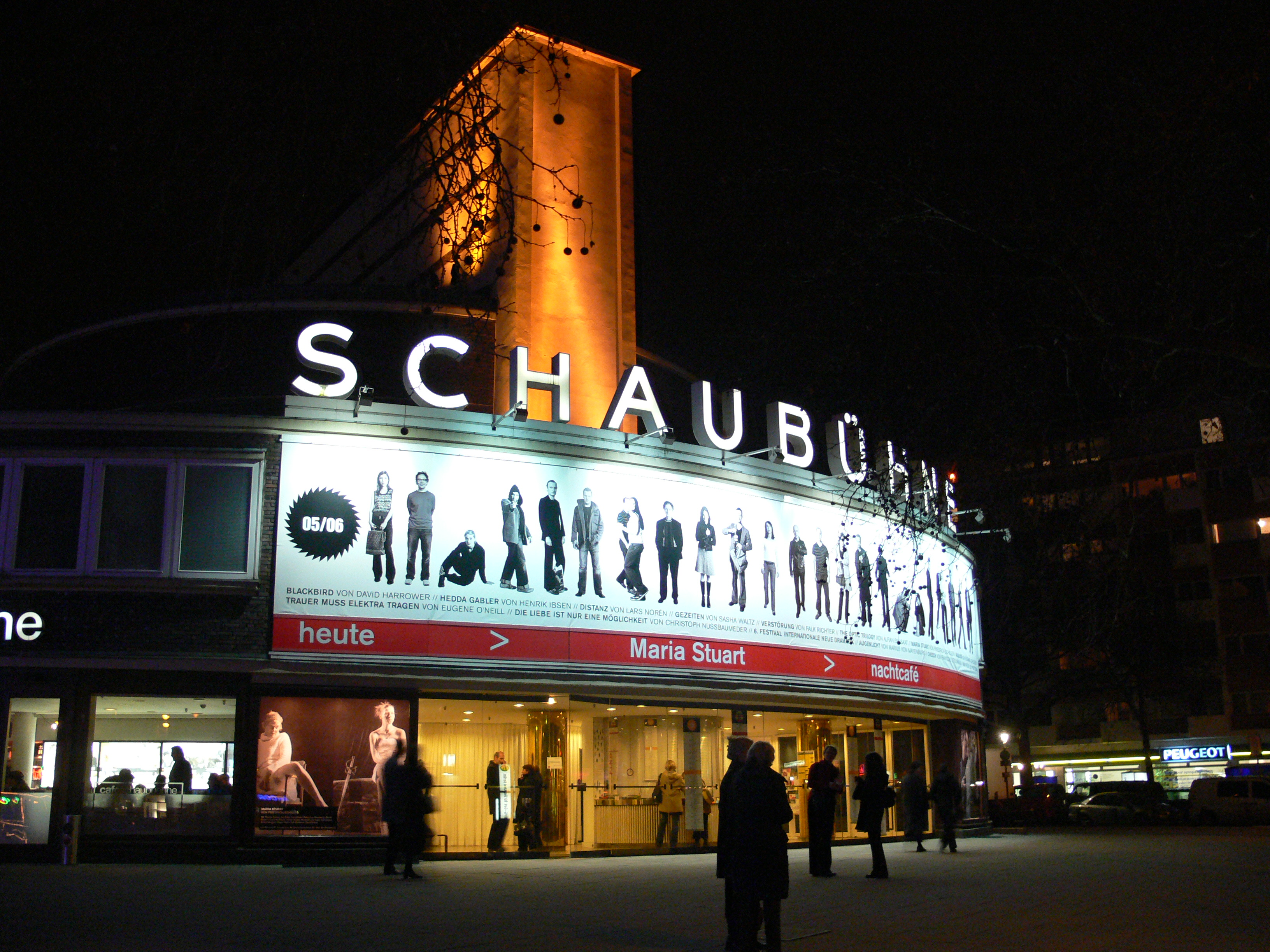
La Schaubühne de nuit.

Entre 1962 et 1981, la Schaubühne (« Scène de spectacle ») est installée dans un bâtiment du Hallesches Ufer (la « rive de Halle »), sur la rive nord du Landwehrkanal (« Canal de la défense nationale ») dans le quartier Kreuzberg,. En 1967, elle partage brièvement ce bâtiment avec le Zodiak Free Arts Lab.
En 1981, elle s'installe dans une nouvelle salle sur le Kurfürstendamm, due à la reconversion du Kino Universum (Cinéma Universum). Celui-ci avait été dessiné par Erich Mendelsohn en 1926 en utilisant pour la première fois pour un cinéma un style dit « moderniste ». À partir des années 1970, le cinéma fut reconverti en salle de spectacles, notamment dévolue au théâtre, sous la direction des metteurs en scène Peter Stein, Luc Bondy ou Thomas Ostermeier.
De 1999 à 2004, le metteur en scène Thomas Ostermeier et la chorégraphe de danse contemporaine Sasha Waltz mettent en œuvre une programmation résolument tournée vers la création contemporaine.
Depuis 2008, la Schaubühne a réalisé deux pièces en collaboration avec la dramaturge austro-israélienne Yaeli Ronen et sa troupe du théâtre Habima de Tel Aviv : Dritte Generation (3G) (Troisième génération) et The Day Before The Last Day.